# Alcova
Alcova és una concentració de població designada pel cens dels Estats Units a l'estat de Wyoming. Segons el cens del 2000 tenia 20 habitants.

## Demografia
Segons el cens del 2000, Alcova tenia 20 habitants, 7 habitatges, i 7 famílies. La densitat de població era de 27,6 habitants/km².
Dels 7 habitatges en un 42,9% hi vivien nens de menys de 18 anys, en un 85,7% hi vivien parelles casades, en un 0% dones solteres, i en un 0% no eren unitats familiars. En el 0% dels habitatges hi vivien persones soles el 0% de les quals corresponia a persones de 65 anys o més que vivien soles. El nombre mitjà de persones vivint en cada habitatge era de 2,86 i el nombre mitjà de persones que vivien en cada família era de 2,86.
Per edats la població es repartia de la següent manera: un 25% tenia menys de 18 anys, un 10% entre 18 i 24, un 15% entre 25 i 44, un 30% de 45 a 60 i un 20% 65 anys o més.
L'edat mediana era de 44 anys. Per cada 100 dones de 18 o més anys hi havia 114,3 homes.
La renda mediana per habitatge era de 102.264 $ i la renda mediana per família de 102.264 $. Els homes tenien una renda mediana de 51.250 $ mentre que les dones 0 $. La renda per capita de la població era de 27.432 $. Cap de les famílies estaven per davall del llindar de pobresa.

## Poblacions més properes
El següent diagrama mostra les poblacions més properes.